# Irena Szadurska
Irena Szadurska (ur. 15 października 1936 w Okrasinie, zm. 2 stycznia 2000) – polska polityk, posłanka na Sejm PRL IX kadencji.

## Życiorys
Od 1954 pełniła funkcję kierownika szkoły podstawowej w Osowcu. Od 1960 pracowała w Powiatowym Wydziale Oświaty i Wychowania w Grajewie jako podinspektor szkolny, później w Wojewódzkiej Poradni Wychowawczo-Zawodowej w Łomży. W 1964 uzyskała tytuł zawodowy magistra pedagogiki w Wyższej Szkole Pedagogiki w Krakowie. Ukończyła także Podyplomowe Studium Orientacji i Poradnictwa Zawodowego. Od 1983 była nauczycielką w Zespole Szkół Specjalnych w Grajewie. Działaczka Kół Gospodyń Wiejskich i Ligi Kobiet Polskich. Zasiadała w Wojewódzkim Komitecie Zjednoczonego Stronnictwa Ludowego. W latach 1985–1989 pełniła mandat posłanki na Sejm PRL IX kadencji w okręgu Łomża, zasiadając w Komisji Administracji, Spraw Wewnętrznych i Wymiaru Sprawiedliwości.
Pochowana na cmentarzu komunalnym w Ełku.

## Odznaczenia
- Krzyż Kawalerski Orderu Odrodzenia Polski
- Złoty Krzyż Zasługi
- Medal 40-lecia Polski Ludowej
- Medal Komisji Edukacji Narodowej
- liczne odznaki